# 白哺鸡竹
白哺鸡竹（学名：Phyllostachys dulcis）为禾本科刚竹属下的一个种。

## 扩展阅读
- 維基物種上的相關：白哺鸡竹